# 野々村真白
野々村 真白（ののむら ましろ、1999年6月26日 - ）は、日本の女性声優。愛知県出身。アットプロダクション所属。

## 経歴・人物
恵那市立岩邑中学校、岐阜県立恵那高等学校出身。高校在学時に岐阜県高等学校放送コンテスト新人大会の朗読部門で優勝し、全国高等学校総合文化祭放送部門の朗読部門でも審査員特別賞を獲得、NHK杯全国高校放送コンテストにも出場した。
テアトルアカデミープロダクションを経て、アットプロダクション所属。
特技にソフトテニスを挙げる。

## 出演
太字はメインキャラクター。

### テレビアニメ
- 夜のクラゲは泳げない（2024年、立北生）

### ゲーム
- takt op. 運命は真紅き旋律の街を（2023年、四季・冬[8]）

### ラジオドラマ
- NHK-FM 青春アドベンチャー「青春離婚」（2017年、女子生徒）[9]

### 吹き替え

#### 映画（吹き替え）
- プロジェクト・パワー（2020年、トレイシー〈キアンナ・シモン・シンプソン〉[10]）
- ケイト（2021年、アニ〈ミク・マーティノー〉[11]）
- エノーラ・ホームズの事件簿2（2022年、ベッシー）
- デッドプール&ウルヴァリン（2024年[12]）
- バッドボーイズ RIDE OR DIE（2024年[13]）

#### ドラマ
- 保健教師アン・ウニョン（英語版）（2020年、ホ・ワンス〈シム・ダルギ（朝鮮語版）〉、中学時代のアン・ウニョン〈ムン・ハヨン〉）
- ゴーストライター シーズン2（2020年、スローン）
- ムーブ・トゥ・ヘブン: 私は遺品整理士です（2021年、ミンジ）
- ウィッチャー 血の起源（英語版）（2022年、幼いエイラ）

#### アニメ
- パンダのシズカ（英語版）（2020年、アーシャ[14]）

### 映画
- ふるさとがえり（2011年、監督：林弘樹） - ユリの友達 役[15]

### テレビドラマ
- 連続テレビ小説 ひよっこ（2017年、NHK総合）

### バラエティ
- パニパニパイナ!3（2023年 - 、チャンネル銀河） - ヤーだん（声）[16]

### 舞台
- 殺陣演舞チーム改良阿修羅バスターズ「あやかしがたり〜桜花爛漫之章〜」（2017年5月28日、木之下城伝承館・堀部邸） - 月姫様 役[17] ※声の出演

### CM
- ポカリスエット
- JAバンク